# West Haven (Connecticut)

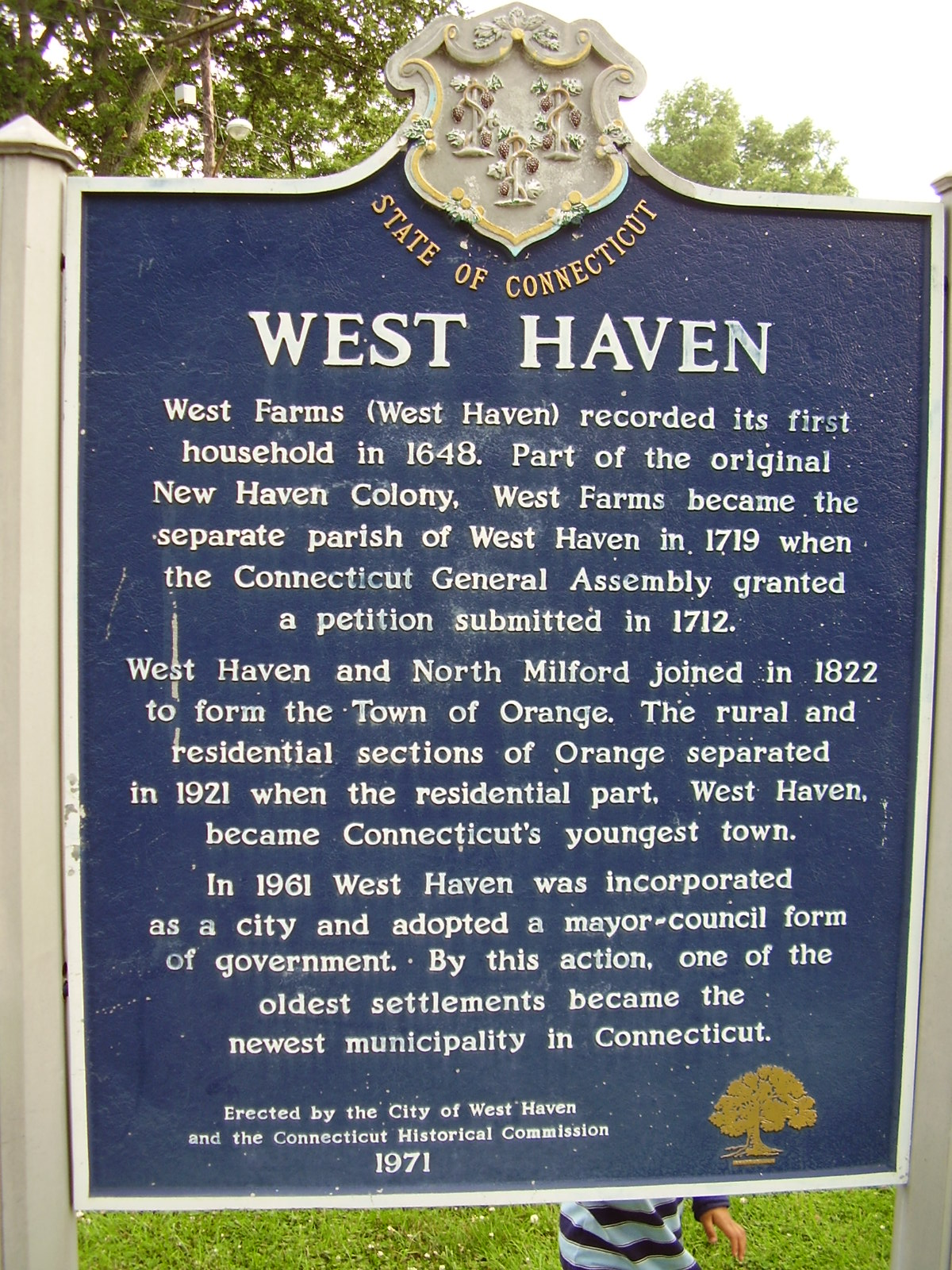

West Haven é uma cidade localizada no estado americano de Connecticut, no Condado de New Haven.

## Demografia
Segundo o censo americano de 2000, a sua população era de 52 360 habitantes.
Em 2006, foi estimada uma população de 52 721, um aumento de 361 (0.7%).

## Geografia
De acordo com o United States Census Bureau tem uma área de 28,5 km², dos quais 28,1 km² cobertos por terra e 0,4 km² cobertos por água.

## Localidades na vizinhança
O diagrama seguinte representa as localidades num raio de 16 km ao redor de West Haven.